# Tiêu điểm

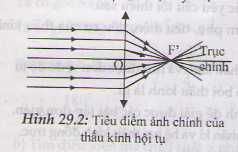

Tiêu điểm của thấu kính có hai loại: Tiêu điểm ảnh chính (F') và tiêu điểm vật chính (F). Ngoài ra còn có tiêu điểm ảnh phụ và tiêu điểm vật phụ.
Đối với thấu kính hội tụ: F nằm trước TK một khoảng bằng tiêu cự.
Đối với thấu kính phân kỳ: F nằm sau TK một khoảng bằng tiêu cự.
F và F' luôn đối xứng qua quang tâm O: OF = OF' = f (tiêu cự thấu kính)
Tiêu điểm ảnh phụ và tiêu điểm vật phụ là hình chiếu vuông góc của F' và F lên trục phụ.
Các tiêu điểm ảnh phụ và tiêu điểm vật phụ tương ứng cũng luôn đối xứng qua quang tâm O